# Bhidea
Bhidea és un gènere de plantes de la família de les poàcies, ordre de les poals, subclasse de les commelínides, classe de les liliòpsides, divisió dels magnoliofitins.

## Taxonomia
- Bhidea borii Deshp., V. Prakash i N.P. Singh
- Bhidea burnsiana Bor
- Bhidea fischeri Sreek. i B.V. Shetty